# Long Riders!
Long Riders! (ろんぐらいだぁす！?, Rongu Raidāsu!) è un manga scritto da Longriders e disegnato da Taishi Miyaki, serializzato sul Comic Rex di Ichijinsha dal 27 settembre 2012. Un adattamento anime, prodotto da Actas, è stato trasmesso in Giappone tra l'8 ottobre 2016 e il 5 febbraio 2017.

## Personaggi
Ami Kurata (倉田 亜美?, Kurata Ami)
Doppiata da: Nao Tōyama
Aoi Niigaki (新垣 葵?, Niigaki Aoi)
Doppiata da: Hiromi Igarashi
Hinako Saijō (西条 雛子?, Saijō Hinako)
Doppiata da: Rumi Ōkubo
Yayoi Ichinose (一之瀬 弥生?, Ichinose Yayoi)
Doppiata da: Yurika Kurosawa
Saki Takamiya (高宮 紗希?, Takamiya Saki)
Doppiata da: Yōko Hikasa

## Media

### Manga
Il manga, scritto da Longriders e disegnato da Taishi Miyaki, ha iniziato la serializzazione sulla rivista Comic Rex di Ichijinsha il 27 settembre 2012 fino al 2018, per poi in seguito, iniziare la serielizzazione su Monthly Bushiroad di Kadokawa. Il primo volume tankōbon è stato pubblicato il 27 marzo 2013 e al 31 luglio 2019 ne sono stati messi in vendita in tutto dieci.

#### Volumi
| Nº | Data di prima pubblicazione                | Data di prima pubblicazione                                                 | Data di prima pubblicazione |
| Nº | Giapponese                                 | Giapponese                                                                  |                             |
| -- | ------------------------------------------ | --------------------------------------------------------------------------- | --------------------------- |
| 1  | 27 marzo 2013                              | ISBN 978-4-7580-6367-8                                                      |                             |
| 2  | 26 ottobre 2013                            | ISBN 978-4-7580-6414-9                                                      |                             |
| 0  | 27 maggio 2014                             | ISBN 978-4-7580-6445-3                                                      |                             |
| 3  | 26 luglio 2014 (ed. regolare & limitata)   | ISBN 978-4-7580-6446-0 (ed. regolare) ISBN 978-4-7580-6447-7 (ed. limitata) |                             |
| 4  | 27 dicembre 2014 (ed. regolare & speciale) | ISBN 978-4-7580-6482-8 (ed. regolare) ISBN 978-4-7580-6484-2 (ed. speciale) |                             |
| 5  | 27 maggio 2015 (ed. regolare & speciale)   | ISBN 978-4-7580-6506-1 (ed. regolare) ISBN 978-4-7580-6507-8 (ed. speciale) |                             |
| 6  | 26 dicembre 2015 (ed. regolare & speciale) | ISBN 978-4-7580-6561-0 (ed. regolare) ISBN 978-4-7580-6562-7 (ed. speciale) |                             |
| 7  | 27 giugno 2016 (ed. regolare & speciale)   | ISBN 978-4-7580-6596-2 (ed. regolare) ISBN 978-4-7580-6597-9 (ed. speciale) |                             |
| 8  | 26 novembre 2016 (ed. regolare & speciale) | ISBN 978-4-7580-6633-4 (ed. regolare) ISBN 978-4-7580-6634-1 (ed. speciale) |                             |
| 9  | 27 luglio 2017 (ed. regolare & speciale)   | ISBN 978-4-7580-6673-0 (ed. regolare) ISBN 978-4-7580-6678-5 (ed. speciale) |                             |
| 10 | 31 luglio 2019                             | ISBN 978-4-0489-9447-7                                                      |                             |

### Anime
Annunciato il 27 aprile 2015 sul Comic Rex di Ichijinsha, un adattamento anime, prodotto da Actas e diretto da Tatsuya Yoshihara, è andato in onda dall'8 ottobre 2016 con gli ultimi due episodi della serie rimandati al 5 febbraio 2017. Le sigle di apertura e chiusura sono rispettivamente ♡km/h. di Ray e Happy Ice Cream! (ハッピーアイスクリーム！?, Happī Aisu Kurīmu!) del Team Fortuna (gruppo formato dalle doppiatrici Nao Tōyama, Hiromi Igarashi, Rumi Ōkubo, Yurika Kurosawa e Yōko Hikasa). In alcune parti del mondo gli episodi sono stati trasmessi in streaming in simulcast, anche coi sottotitoli in lingua italiana, da Daisuki, mentre in altre il servizio è stato offerto da Anime Network. In particolare, in America del Nord i diritti di distribuzione digitale e home video sono stati acquistati da Sentai Filmworks.

#### Episodi
| Nº | Titolo italiano Giapponese 「Kanji」 - Rōmaji                                                         | In onda          | In onda |
| Nº | Titolo italiano Giapponese 「Kanji」 - Rōmaji                                                         | Giapponese       |         |
| 1  | Un piccolo miracolo 「小さな奇跡」 - Chiisa na kiseki                                                 | 8 ottobre 2016   |         |
| 2  | In bici lungo la costiera 「海沿いサイクリング」 - Umizoi saikuringu                                  | 15 ottobre 2016  |         |
| 3  | Un nuovo mondo 「新しい世界」 - Atarashii sekai                                                       | 29 ottobre 2016  |         |
| 4  | Un lavoro segreto 「秘密のアルバイト」 - Himitsu no arubaito                                          | 5 novembre 2016  |         |
| 5  | Il mondo cambia 「変わる世界」 - Kawaru sekai                                                         | 19 novembre 2016 |         |
| 6  | Fortuna 「フォルトゥーナ」 - Forutūna                                                                 | 26 novembre 2016 |         |
| 7  | Legame di squadra 「チームの絆」 - Chīmu no kizuna                                                    | 3 dicembre 2016  |         |
| 8  | Un mondo in espansione 「広がる世界」 - Hirogaru sekai                                                | 10 dicembre 2016 |         |
| 9  | L'Autumn Ride di Azumi - Prima parte 「あづみのオータムライド！前編」 - Azumi no Ōtamu Raido! Zenpen  | 17 dicembre 2016 |         |
| 10 | L'Autumn Ride di Azumi - Seconda parte 「あづみのオータムライド！後編」 - Azumi no Ōtamu Raido! Kōhen | 24 dicembre 2016 |         |
| 11 | La città inizia a muoversi 「街が動き出す瞬間」 - Machi ga ugokidasu shunkan                          | 5 febbraio 2017  |         |
| 12 | Long Riders! 「ろんぐらいだぁす！」 - Rongu Raidāsu!                                                  | 5 febbraio 2017  |         |